# オートペン

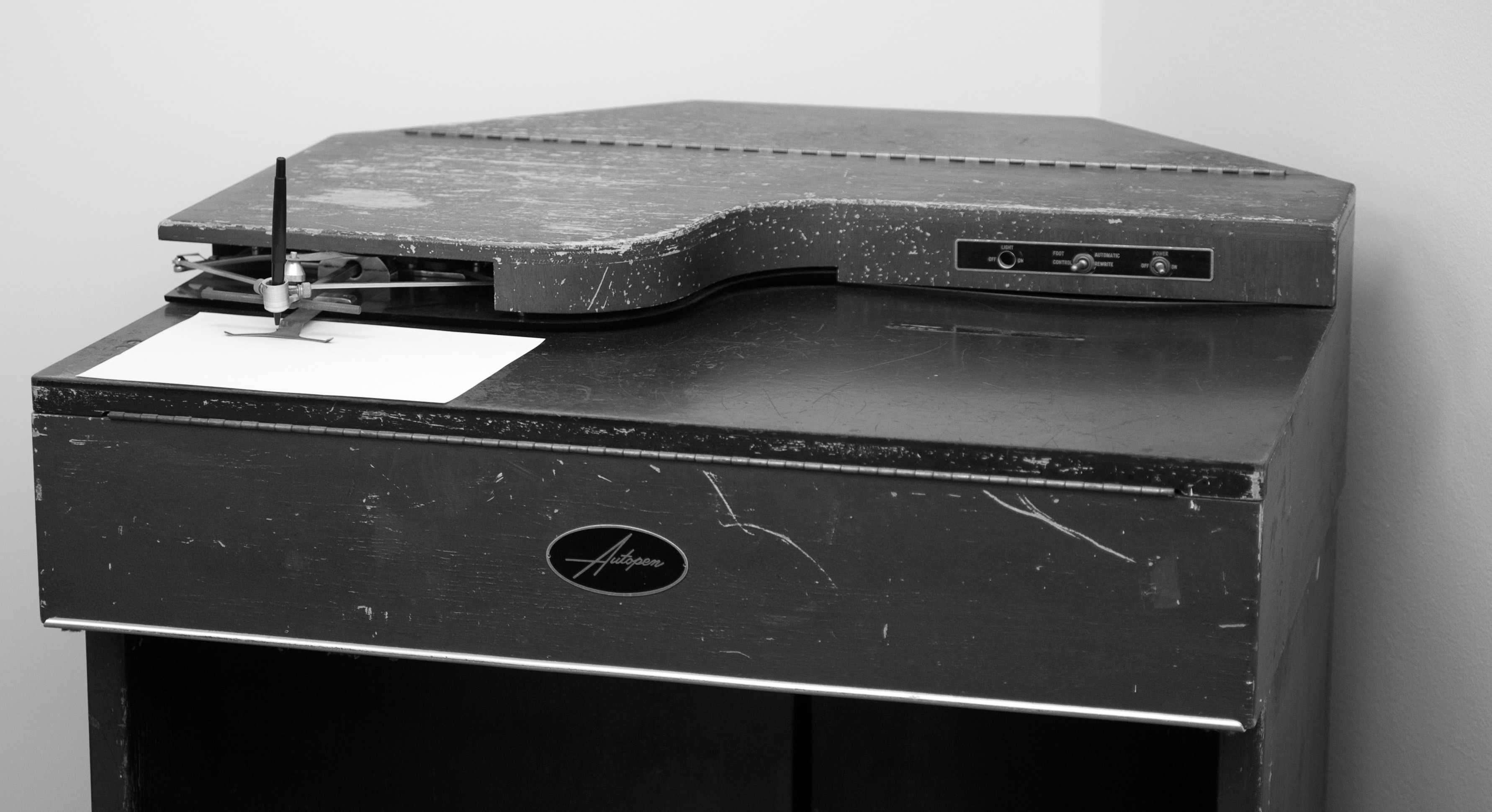
インターナショナル・オートペン社のオートペン50(The Autopen Model 50)は大統領の署名を再現するためにジョン・F・ケネディ時代のホワイトハウスで多いに利用された。

オートペン(英: autopen )あるいは署名器(英: signing machine)とは、自動でサインを行うための装置である。オートペンは概して情緒的な理由から使用されるものであり、全ての署名を本当に手書きで行うのか、それともサインを印刷して複製するのか―人間味がないとも受けとられかねない―という問題に対する妥協の産物である。オートペンはオリジナルのサインを母型としているが、署名の作成には筆記具を用いている。

## 歴史
最初の署名複製装置を発明したのはイングランド人のジョン・アイザック・ホーキンスであり、彼は1803年にアメリカで自分の装置の特許を取得している。翌1804年には、トマス・ジェファーソンが大々的にこの装置を使い始めた。当時は「ポリグラフ (複写機)」（パンタグラフを簡略化した装置）という名で知られていたが、今日のオートペンと設計や操作はかなり異なるものだった。現代的なオートペンとしては、1930年代に発明された「ロボット・ペン」(Robot Pen )と呼ばれる装置があり、1937年には市販され使用者のサインを記録するものとして使われ出した。記録した後は小さな部品として取り外しが可能であり、悪用を防ぐためにどこか別のところへ保管することができた。その後この機械は、必要に応じて定型の署名を大量にこなすために使われるようになったのだった。
2005年にアメリカの司法省は、大統領のオートペンによる法案の署名に正当性を認める法的意見の表明を行っている。

### 使用者の歴史
ハリー・S・トルーマンは手紙に返事を送るときや小切手のサインにオートペンを使った最初のアメリカ大統領だと考えられている。またジェラルド・R・フォードはオートペンの使用を公の場で認めた初めての大統領である。今日では政治家本人や資金調達担当の人間が、秘書や事務員が書いた有権者への手紙にオートペンで署名をしているが、それ以外にも有名人にはサインのためにこの装置を利用している者がいる。スタジオ・ファンメール（Studio Fanmail)という会社は有名人の写真にその有名人のサインを複製するためにオートペンを導入している。
ジョージ・W・ブッシュ大統領は任期中にオートペン使用の合憲性に関して司法省の見解を求め、合憲であるとの回答を得た。ただし、自身が使用することはなかった。
2011年5月26日、バラク・オバマ大統領は、オートペンを用いて法案に署名を行った最初の大統領となった。フランスを訪れていたオバマは、愛国者法の三条項を延長する法律の署名にこのオートペンを用いることを許可している。オバマ大統領は財政の崖を回避するため、休暇でハワイに滞在中の2013年1月3日にもいわゆるブッシュ減税を延長する法案にオートペンで署名している。署名の最終期限が迫っていたため、他の代替手段といえば、夜を徹して彼のところへ法案を飛ばすぐらいものであった。共和党幹部からは、こうしたオートペンの使用は憲法で認められている法案の署名のやり方に合致するものなのかという疑問の声が上がったが、大統領によるオートペンの使用についてその妥当性が実際に法廷で争われることはなかった。
2025年3月にはドナルド・トランプ大統領が、ジョー・バイデン前大統領がオートペンで署名し実施した恩赦は無効であると主張した。しかしこの主張には根拠が示されず、バイデンが実際にオートペンでの署名のみを使って恩赦を行ったという確証はなく、いくつかは自らの手で署名して恩赦を行ったことが確認されている。
2022年11月にボブ・ディランが直筆サインした限定本が599ドルで販売されたが、オートペンを使ったとされ謝罪している。また、出版社は返金に応じている。